# Drottning Annas krig
Drottning Annas krig (1702-1713) (engelska: Queen Anne's War) var den nordamerikanska krigsskådeplatsen i spanska tronföljdskriget och det andra i en serie av fransk-indianska krig mellan Frankrike och England (senare Storbritannien) i Nordamerika för kontroll av kontinenten. Spanska tronföljdskriget utkämpades främst i Europa.  Förutom de två huvudsakliga kombattanterna involverade kriget också många indianstammar allierade med varje nation, och Spanien, som var allierat med Frankrike.

## Historia
I början av kriget, 1702, erövrade och brände engelsmännen spanska San Agustín i Florida. Engelsmännen misslyckades dock med att erövra St. Augustines största fort och det räknades som ett misslyckande. Spanjorerna hade kvar St. Augustine och Pensacola i över ett århundrade efter kriget, men deras missionssystem i Florida förstördes. Det engelska militära stödet till kolonisterna var ineffektivt och bristfälligt i försvaret i områden kring Charleston, South Carolina, och New York–New England-fronten vid de kanadensiska territorierna. Franska trupper och allierade indianer attackerade New England från Kanada och förstörde Deerfield, Massachusetts 1704. 
Efter Francis Nicholsons erövring av franska Port Royal 1710 blev Acadia den brittiska Nova Scotia-provinsen. 1712 utropades vapenstillestånd. Enligt Freden i Utrecht 1713 fick Storbritannien Newfoundland, Hudson Bay-området och den karibiska ön Saint Kitts. Freden varade fram till nästa fransk-indianska krig, Kung Georgs krig 1744.
Den brittiska erövringen av Akadien skulle slutligen leda till allvarliga konsekvenser för dess franska invånare. 1755, under det Fransk-indianska kriget, skulle många av dem förvisas från kolonin. Några skulle så småningom lyckas ta sig till Louisiana.

## Krigshändelser

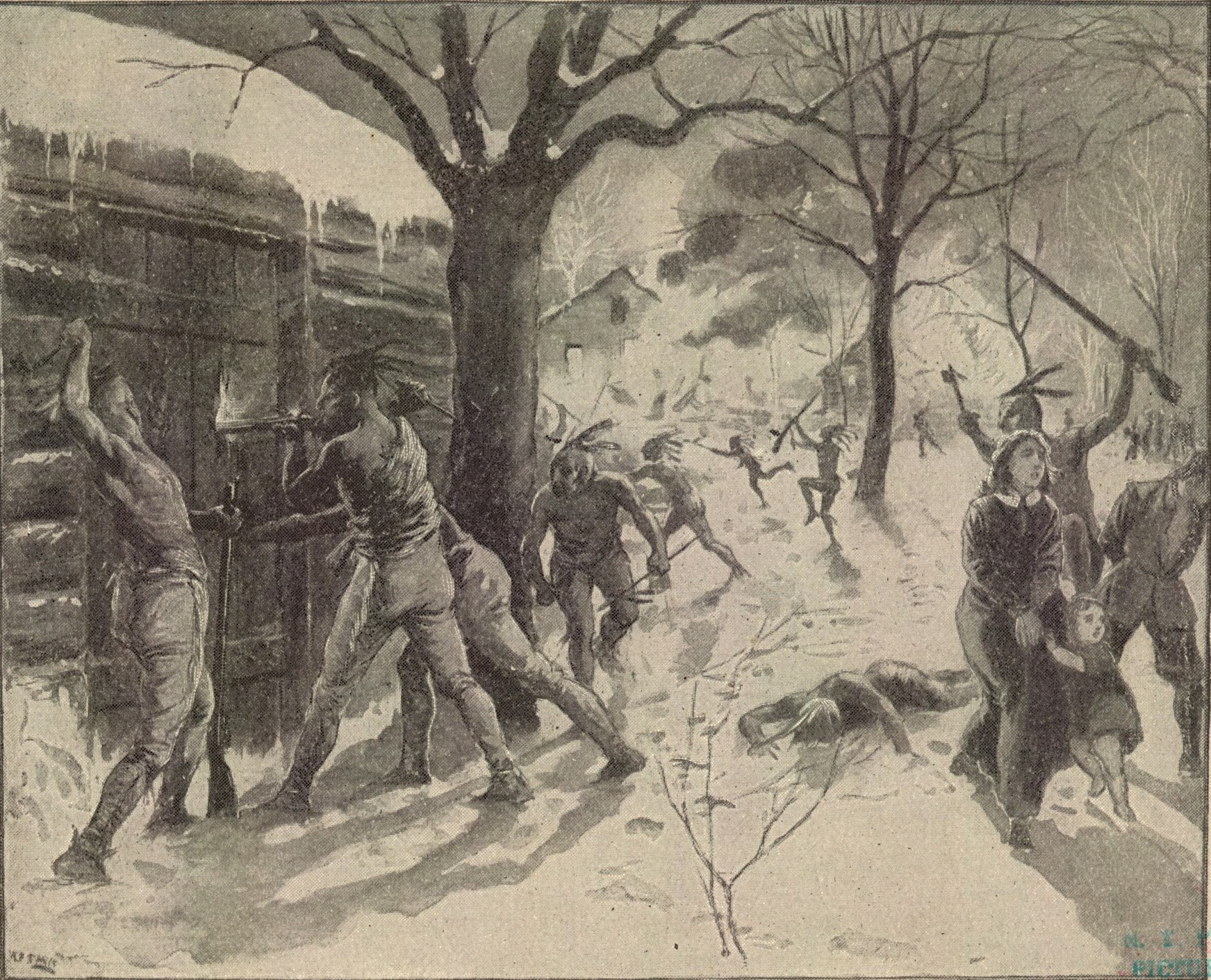
Överfallet på Deerfield. Amerikansk historisk framställning från 1901.

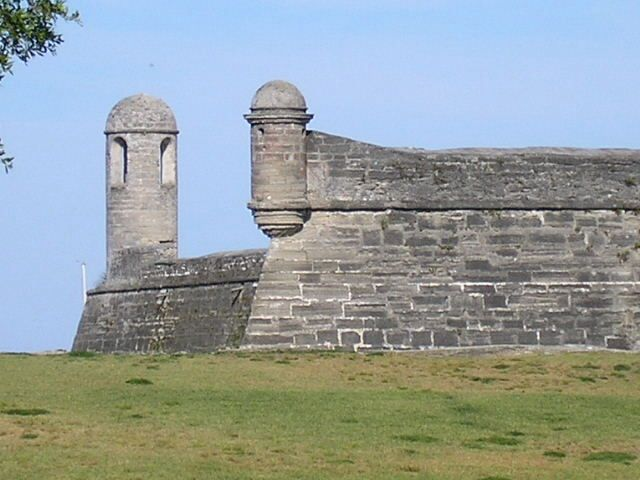
Castillo de San Marco, den spanska fästningen i San Agustín motstod de engelska anfallen 1702.

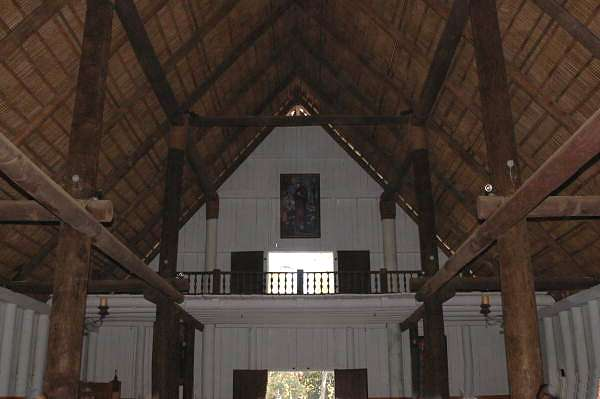
Rekonstruktion av missionskyrkan San Luis de Apalachee vilken förstördes i samband med apalacheemassakern.

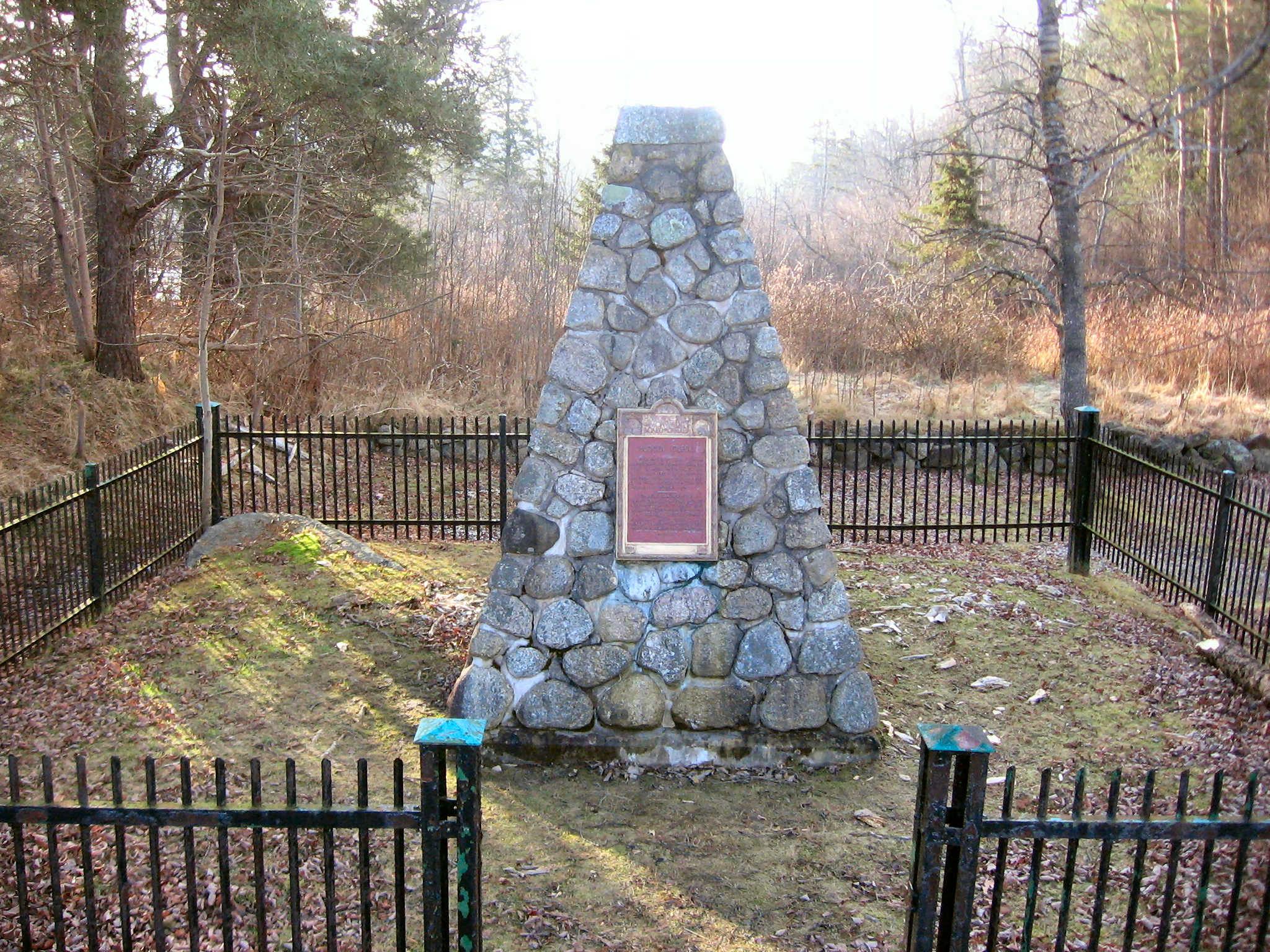
Monument över träffningen vid Bloody Creek 1711.

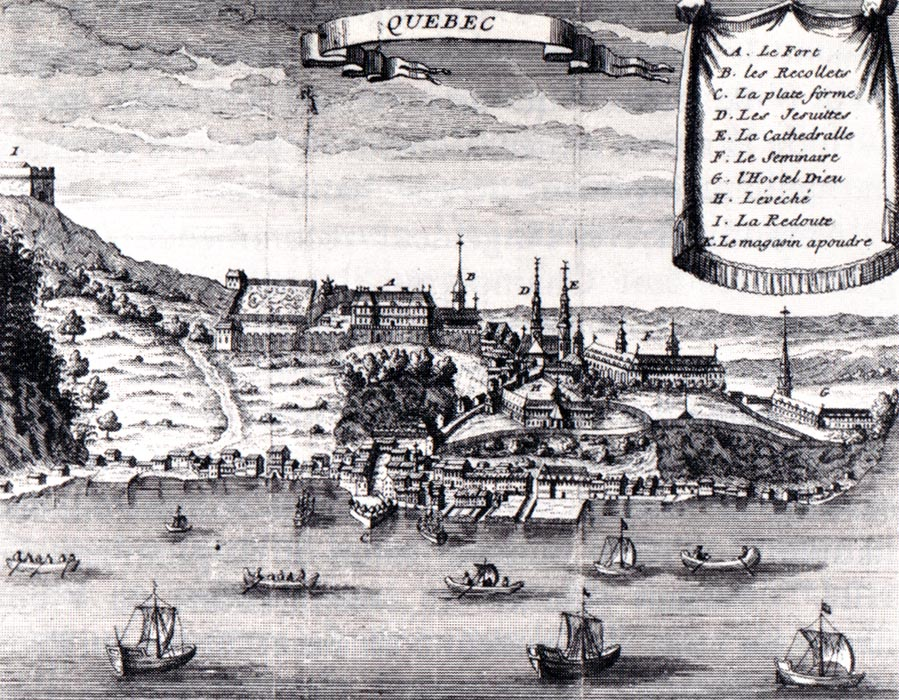
Staden Québec i början på 1700-talet.

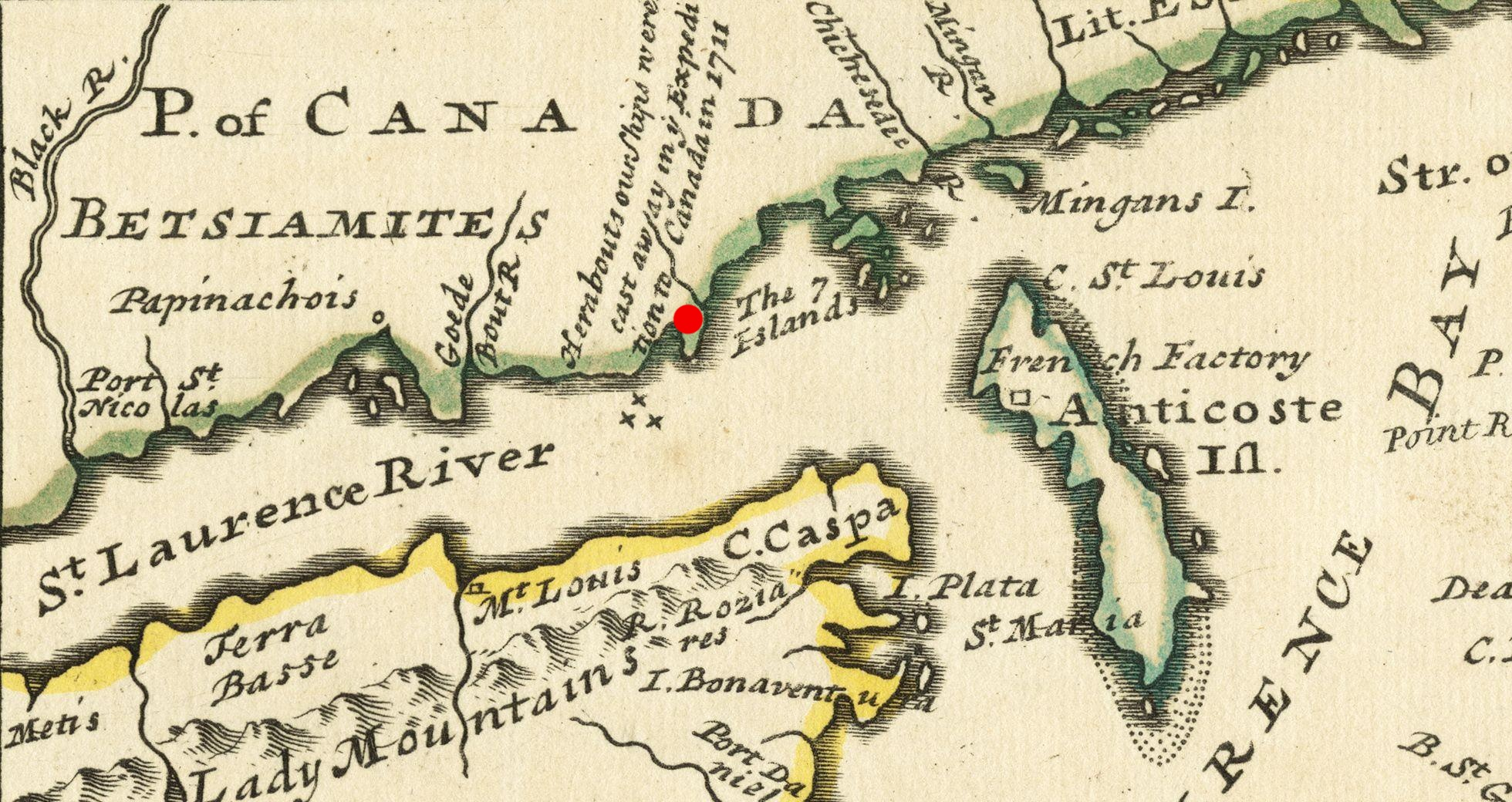
Karta som visar var den stora sjöolyckan ägde rum under den brittiska expeditionen mot Québec 1711.

### Newfoundlandexpeditionen 1702
Newfoundlandexpeditionen var ett brittiskt sjömilitärt överfall som mellan augusti och oktober 1702 förstörde franska bosättningar på Newfoundland. Hus och fiskerianläggningar brändes, fiskefartyg och handelsfartyg togs som priser. Mer än 50 fartyg togs och sex fiskelägen förstördes. Den starkt befästa franska örlogsstationen vid Plaisance anfölls dock inte.

### Striden vid Flint River 1702
En spansk-indiansk styrka som opererade mot creekerna kom i oktober 1702 att utsättas för ett överfall av creeker och engelsmän vid Flint River i de västra delarna av nuvarande Georgia. Mer än hälften av den spansk-indianska styrkan om ca 800 man stupade eller tillfångatogs.

### Belägringen av San Agustín 1702
Engelska provinstrupper från Carolina belägrade tillsammans med indianska allierade staden San Agustín i Florida den 10 november till den 30 december 1702. Den spanske guvernören var förvarnad och civilbefolkningen hann ta skydd i fästningen Castillo de San Marcos. Det engelska artilleriet hade föga verkan mot fästningsmurarna och spanska kolonialtrupper från Havanna landsteg den 29 december. Belägringen hävdes påföljande dag och belägrarna fick retirera.

### Överfallet på Deerfield 1704
Den 29 februari 1704 överföll en fransk-indiansk styrka byn Deerfield i Massachusetts strax före gryningen, brände ner den och dödade 56 bybor. Mer än 100 fångar tog och nästan hälften av byns gårdar förstördes. Överfallet har levt kvar i det historiska minnet och kommit att symbolisera de fransk-indianska krigen i det amerikanska historiemedvetandet.

### Överfallet på Grand Pré 1704
Som hämnd för överfallet på Deerfield anföll provinstrupper från Boston byn Grand Pré i Akadien. Överfallet började den 3 juli 1704 och pågick i tre dagar under vilka de engelska kolonisterna brände gårdar och skördar samt förstörde skyddsvallarna mot havet.

### Apalacheemassakern 1704
Apalacheemassakern var en serie av militära överfall från provinsen Carolina riktade mot norra Florida 1704. De engelska kolonisterna och deras indianska allierade plundrade och förstörde de spanska missionsstationerna och dödade eller förslavade den lokala indianbefolkningen, appalacheerna. De överlevande flydde till San Augustín och Pensacola eller det franska La Mobile.

### Belägringen av Saint John's 1705
Franska trupper och deras indianska allierade misslyckades vintern 1705 att erövra Saint John's på Newfoundland. En stor del av staden brändes ned, men fästningsverken kunde inte tas trots att den belägrades under fem veckor från slutet av januari till början av mars. Sedan fransmännen fått slut på proviant och krut hävdes belägringen.

### Charlestonexpeditionen 1706
I september 1706 försökte en kombinerad spansk-fransk expedition erövra den engelska provinsen Carolinas residensstad Charleston. Expeditionen var huvudsakligen organiserad och finansierad av Frankrike men utgick från Havanna. Trupperna landsteg nära Charleston, men drevs snart bort av milis som mobiliserats när nyheterna om expeditionen nått kolonin.

### Belägringarna av Port Royal 1707
Under 1707 utsattes Port Royal, Akadiens residensstad för två belägringar genomförda av kolonister från New England. Bägge belägringarna genomfördes av kolonial milis och leddes av officerare som saknade erfarenhet av fästningskrig. Fästningsverken motstod lätt bägge försöken med hjälp av fransk-indianska trupper utanför staden. Den första belägringen började 6 juni och varade elva dagar. Den andra började den 22 augusti och kom redan från början av sig på grund av kraftfulla utfall från staden.

### Belägringarna av Pensacola 1707
Pensacola, den ena av de två största spanska bosättningarna i Florida belägrades 1707 två gånger av creekerna, som var engelska allierade. Den första belägringen i augusti 1707 resulterade i att staden Pensacola brändes ned, men stadens presidio, Santa Maria de Galve, motstod framgångsrikt belägringen. I slutet av november påbörjade creekerna en andra belägring vilken dock hävdes efter några dagar på grund av inre motsättningar bland belägrarna.

### Överfallet på Haverhill 1708
Fransk-indianska trupper genomförde den 29 augusti 1708 ett överfall på Haverhill, Massachusetts, som då var ett litet samhälle vid indiangränsen. Vid det överraskande överfallet dödades 16 personer och ca 20 andra togs tillfånga. En snabbt organiserad milisstyrka förföljde fransmännen och indianerna under deras tillbakaryckning och lyckades döda några av motståndarna och befria några av fångarna.

### Erövringen av Saint John's 1709
Saint John's på Newfoundland erövrades 1 januari 1709 av en fransk styrka om endast 164 man, vilken överraskade och tillfångatog den brittiska garnisonen om cirka 500 soldater. Fransmännen, som saknade resurser att hålla staden, förstörde dess fästningsverk och övergav den i april. Staden återbesattes senare av britterna.

### Anfallet mot Fort Albany 1709
Hudson Bay Companys befästa handelsfaktori Fort Albany anfölls omkring den 26 juni av en fransk-indiansk styrka om ca 100 man, av vilka 18 stupade under anfallet som slogs tillbaka. Försvararna förlorade bara två man. 

### Erövringen av Port Royal 1710
Efter att ha belägrats den 5-13 oktober 1710 erövrade Storbritannien staden Port Royal i Akadien. Erövringen betydde kontroll över den del av Akadien som blev till provinsen Nova Scotia och var den första gången som Storbritannien permanent tog över en tidigare fransk koloni. Staden döptes efter erövringen om till Annapolis Royal.

### Striden vid Bloody Creek 1711
Abenakimilisen genomförde den 21 juni 1711 ett överfall på ca 70 provinssoldater från New England vid en plats i Nova Scotia, som efter striden kom att kallas Bloody Creek ("blodiga ån"). På den brittiska sidan stupade 16, nio sårades och resten tillfångatogs.

### Québecexpeditionen 1711
- Quebecexpeditionen

Det brittiska försöket att ta Québec 1711 misslyckades på grund av en sjöolycka på Saint Lawrencefloden den 22 augusti, då sju trupptransportfartyg och ett trossfartyg kapsejsade och 850 soldater drunknade.